# Buchnera tomentosa
Buchnera tomentosa är en snyltrotsväxtart som beskrevs av Carl Ludwig von Blume. Buchnera tomentosa ingår i släktet Buchnera och familjen snyltrotsväxter. Inga underarter finns listade i Catalogue of Life.